# 5-й гусарський полк (Австро-Угорщина)
5-ий гусарський полк — полк цісарсько-королівської кавалерії Австро-Угорщини.
Повна назва: K.u.k. Husaren-Regiment «Graf Radetzky» Nr. 5
Дата утворення — 1798 рік.
Почесний шеф — граф Радецький.

## Склад полку
Набір рекрутів — з 1889 року Братислава (німецькою Прессбург).
Національний склад полку (липень 1914) — 90 % угорців та 10 % інших.
Мови полку (липень 1914) — угорська.

## Інформація про дислокацію

### Перша світова
- 1914 рік (постійне перебування з 1905 р.) — штаб, ІІ-й дивізіон і 3-й ескадрон у гарнізоні міста Комарно, 1-ий і 2-ий ескадрони І-го дивізіону у Дьйор-Сабатгедь.[4] .
.
- 1914 — входить до складу V корпусу, 1 кавалерійської дивізії, 12 Бригада кавалерії

## Командири полку
- 1859: Моріс Сімоній де Сімони ет Варшани[5]
- 1865: Моріс Сімоній де Сімони ет Варшани[6]
- 1879: Хайнріх Мерольт[7]
- 1908: Антон Марк Паллавіціні[8]
- 1914: Едуард фон Ветшай[9]

## Цікаво знати
- Парадний марш полку — Марш Радецького, написаний 1848 року Йоганном Штраусом-старшим на честь патрона полку графа Радецького.